# Acanthella cristagalli
Acanthella cristagalli är en svampdjursart som beskrevs av Maas 1893. Acanthella cristagalli ingår i släktet Acanthella och familjen Dictyonellidae.
Artens utbredningsområde är havet utanför Italien. Inga underarter finns listade i Catalogue of Life.